# Abdsamiya
Abdsamiya war ein Herrscher von Hatra, der von etwa 180 bis 198/199 n. Chr. regierte.
Abdsamiya war der Sohn seines Vorgängers Sanaṭrūq I. und Vater seines Nachfolgers Sanaṭrūq II. Er ist von acht Inschriften bekannt, von denen wiederum zwei datiert sind. Die eine gehört in das Jahr 192/93, die andere Inschrift ist wohl posthum und befindet sich auf einer Statue. Sie datiert in das Jahr 201 n. Chr. Abdsamiya wird auch bei dem griechischen Historiker Herodian (3, 1, 3) als Barsemias genannt. Nach Herodian soll Abdsamiya im Jahr 193 Pescennius Niger gegen Septimius Severus unterstützt haben. Eine Statue von ihm stammt aus der Zeit bevor er den Thron bestieg. Es gibt verschiedene Inschriften, die ihn als Kronprinz erwähnen.